# Scharlachrote Prunkwinde
Die Scharlachrote Prunkwinde (Ipomoea coccinea) ist eine Pflanzenart aus der Gattung der Prunkwinden (Ipomoea) aus der Familie der Windengewächse (Convolvulaceae).

## Beschreibung
Die Scharlachrote Prunkwinde ist eine kletternde, einjährige, krautige Pflanze. Die Blattspreiten der Laubblätter sind herzförmig, zugespitzt und 5 bis 15 cm lang. Der Blattrand ist ganzrandig oder winkelig gelappt. Die Blattstiele sind schlank.
An einem Blütenstandsstiel stehen wenige bis mehrere Blüten. Die Kelchblätter sind etwa 4 mm lang, nach vorn abgestumpft aber pfriemförmig begrannt. Die Krone ist 2,5 bis 4 cm lang, fünfwinkelig oder schwach fünflappig. Die Staubblätter stehen etwas über die Krone hinaus. Der Fruchtknoten ist vierkammerig.
Die Früchte sind kugelförmige, 6 bis 8 mm durchmessende Kapseln, die sich über vier Klappen öffnen. Die Samen sind teilweise gelbbraun seidig behaart.
Die Chromosomenzahl beträgt 2n = 30.

## Vorkommen
Die Art ist im tropischen Amerika verbreitet. Ihre Heimat ist das nördliche und zentrale Mexiko; sie ist jedoch vielfach in Nordamerika ein Neophyt.